# Rožle
Rožle je slovenski literarni lik, ki se pojavlja v delih slovenskega mladinskega pisatelja Josipa Vandota.

## Predstavitev literarnega lika

### Zunanjost
Rožle, kot literarni lik, nastopa v delih Josipa Vandota, ki govorijo o Kekcu in njegovih dogodivščinah v planinah. Opisan je kot visok (dolg) fant, rdečih skuštranih las. Oblečen je v raševinaste hlače in v raševinast jopič. Raševina je grobo domače blago. Je bos, na glavi pa ima zelen, potlačen klobuček.

### Značaj in primerjava s Kekecem
Doma je v Rutah (danes Gozd Martuljek med Mojstrano in Kranjsko Goro), na Koroščevi kmetiji, kjer opravlja pastirski poklic, večinoma pase krave. Ima mlajšo sestrico Mojco, ki pa je slepa že od rojstva.
Rožleta, kot stranski lik, spoznamo v delu Kekec na volčji sledi. Kekca starši pošljejo čez poletje h Koroščevim v Rute služit. Kot hlapec naj bi pri njih opravljal razna kmečka opravila, Rožle pa naj bi se izučil pastirskega poklica in ga zato pošljejo s kravami v planine. Ta je na Kekca besen, saj je prepričan, da je on kriv, da mora iti Rožle sam v planine, pa še za tako dolgo (nekaj mesecev). Za dobrodošlico se fantiča tako najprej stepeta. V dvoboju seveda zmaga junak Kekec, saj se zna bolje tepsti kot Rožle, čeprav je slednji večji in močnejši.
Rožleta v življenju najbolj ovira strah. Strahopetnost je njegova najizrazitejša lastnost, ki je sploh ne skriva in se je niti ne sramuje. Kekec Rožletu odkrito pove, da je največji strahopetec, če se boji iti v hribe za nekaj mesecev. Ob takem besednem napadu strahopetec ni niti malo užaljen ampak še prizna svojo strahopetnost. Za njegovo strahopetnost so v večji meri odgovorni starši, ki so mu pripovedovali in ga strašili o čarovnici Pehti, strašnem udomačenem volku itn., saj si Rožle pogosto te strahove domišlja in jih vidi pred seboj, čeprav jih pravzaprav tisti trenutek v resnici ni. Kekec pa je za razliko od svojega prijatelja obrnjen v drugo skrajnost, saj je prepričan, da so to le pravljice za majhne otroke. Kekec je za razliko od Rožleta bolj iznajdljiv in navihan. Rožle na trenutke deluje kot odrasla oseba, ki ga neprestano skrbi in se boji za nepremišljenega Kekca ter slepo Mojco.
Ko fanta odkrijeta Pehtino kočo, hoče Rožle čim prej domov, da ju ne ugrabi Pehta. Čeprav ugotovita, da ima Pehta Mojco v svoji koči, Rožle preplašen zbeži domov in je ne pomaga rešiti. Ko med bežanjem naleti na Pehto, Rožle Kekca takoj zatoži, češ da je on odpeljal Mojco iz njene koče, ne pa Rožle. Zaradi izdaje ga peče vest, zato gre rešiti Kekca iz Pehtinih rok, vendar naleti na požgano kočo.
Rožle ne zaide več v Pehtine roke, saj raje skrbi za čredo ovc, kot da bi se potepal po gozdovih.

## Vsebina planinske pripovediKekec na volčji sledi

### Osebe
- glavne osebe:Kekec, Pehta, volk

- stranske osebe: Kekčeva mati in oče, Jerica, Tinka, Rožle, Mojca, Koroščeva mati in oče

### Dogajanje
- Uvod

V začetku Kekcu zaradi starosti pogine koza Keza. Kmalu nato še izve, da bo moral iti služiti čez poletje h Koroščevim. Mati mu razloži, da ne bo šel na služenje, marveč da se bo naučil kmečkih opravil.
- Jedro

Ko gre h Koroščevim naleti na Rožleta, s katerim se stepeta, in slepo Mojco. Kmalu se spoprijateljijo in prepevajo pesmi o Pehti ob Kekčevih citrah. Rožle mora čez nekaj dni na pašo, Mojco pa med prepevanjem ugrabi Pehta, ki jo odvede do svoje koče. Kekec odide k Rožletu na pašo in tako odkrijeta kočo, v kateri je zaprta Mojca. Kekec Mojco odpelje domov, Rožle pa pobegne nazaj na pašo, vendar ga zasači Pehta, ki poizveduje o Mojci. Rožle brez obotavljanja Pehti pove, da je Mojco rešil Kekec. Pehta s svojim volkom kmalu najde Kekca in ga odpelje v svojo drugo kočo, prvo pa zažge. Kekec cele dneve razmišlja, kako bi Pehti ukradel zdravilo za slepoto in pobegnil nazaj v dolino. Volku se prilizuje in kmalu postaneta prijatelja. Ko Pehta ugotovi, da ne more več zadržati Kekca pri sebi, ji ne preostane drugega, kot da mu dovoli oditi.
- Zaključek

V dolini zavlada veselje, ko se Kekec vrne. Mojci dá zdravilo za oči in Mojca četrti dan spregleda. Kekec se nato končno vrne domov, s sabo pa pripelje Pehtinega volka.

## Knjige in slikanice v katerih nastopa Rožle
- Kratka proza: Kekec na volčji sledi (1957)
- Slikanice:

- Kekec ozdravi Mojco (1970)
- Kekec in botra Pehta (1970)
- Kekec in Pehta (2000)